# Sublime redención
Sublime redención é uma telenovela mexicana, produzida pela Televisa e exibida em 1971 pelo El Canal de las Estrellas.
Trata-se de uma adaptação da novela brasileira 'Redenção' de Raymundo López.

## Elenco
- José Baviera
- Alicia Bonet
- Gregorio Casal
- Irma Dorantes